# Лештарка
Лешта́рка (болг. Лещарка) — село в Кирджалійській області Болгарії. Входить до складу общини Крумовград.

## Населення
За даними перепису населення 2011 року у селі проживали 202 особи, усі — турки.
Розподіл населення за віком у 2011 році:
Динаміка населення: